# Počitek na begu v Egipt
Počitek na begu v Egipt (ok. 1586) je slika italijanskega baročnega mojstra Michelangela Merisija da Caravaggia v galeriji Doria Pamphilj v Rimu. Počitek na begu v Egipt je bil tako kot Beg v Egipt priljubljena umetniška tematika, toda Caravaggiova kompozicija z angelom, ki sveti družini igra violo, je nenavadna.

## Predmet
Prizor ne temelji na nobenem incidentu v samem Svetem pismu, temveč na zbirki zgodb ali legend, ki so zrasle v zgodnjem srednjem veku okoli biblijske zgodbe o Sveti družini, ki je pobegnila v Egipt za zatočišče, ko so jo opozorili, da je Herod Veliki hotel ubiti otroka Jezusa. Po legendi sta se Jožef in Marija ustavila na begu pod drevesom; sveti otrok je ukazal, da se drevesa sklonijo, da jim je Jožef lahko utrgal sadje, nato pa ukazal, da iz korenin priteče izvir vode, da so se njegovi starši odžejali. Ta osnovna zgodba je skozi stoletja pridobila veliko dodatnih podrobnosti.
Caravaggio pokaže Marijo, ki spi z dojenčkom Jezusom, medtem ko Jožef drži rokopis angelu, ki na violino igra himno Mariji.

## Datacija
Datum slike je sporen. Po Caravaggiovem sodobniku Giulio Mancini sta bila ta slika in  Spokornica Magdalena, skupaj z neznano sliko svetega Janeza Evangelista narejena, medtem ko je Caravaggio bival pri monsinjorju Fantinu Petrignaniju, kmalu po odhodu iz delavnice Giuseppeja Cesarija. To se je verjetno zgodilo januarja 1594.
Vendar pa obstajajo težave s sprejemanjem Mancinijeve izjave. Najprej nobeno od teh treh del ni bilo našteto v Petragnanijevem popisu leta 1600, čeprav je mogoče, da bi jih lahko naslikali za drugega naročnika. Bolj resno je, da ima slika očiten in neposreden kompozicijski vir v Herkulovi sodbi  Annibala Carraccija, ki je bila končana v začetku leta 1596 in je bila zelo občudovana: poza Caravaggiovega angela na primer tesno temelji na postavi Carraccijeve figure Vice.
Medtem ko John Gash (2003) sprejema Mancinijevo pričevanje, so drugi, vključno s Petrom Robbom in Heleno Langdon (oba 1998), opozorili na možnost, da je bila naslikana za kardinala Francesca Maria Del Monteja, ki je Caravaggia dejansko gostil kot svojega gospodinjskega umetnika od približno leta 1595 oz. 1596. Prefinjena obravnava je primerna za intelektualni okus in interese kardinala (glasba Jožefa je motet flamskega skladatelja Noela Bauldeweyna z besedilom iz Pesem pesmi, posvečene Madoni, Quam pulchra es, 'Kako lepi ste') in malo verjetno je, da bi se umetnik lotil takega dela drugače kot po neposrednem naročilu.

## Slog
To je bilo prvo obsežno delo, ki ga je opravil Caravaggio in je kompozicijsko bolj ambiciozno in uspešnejše od Glasbenikov okoli leta 1595. Je tudi ena zelo redkih krajin tega umetnika, za katerega se zdi, da je vedno slikal v zaporniški celici, sobi v gostilni ali ponoči - se je neki kritik pošalil, da bi vse nebo v vseh 80-ih delih Caravaggia ustvarilo nekaj kvadratnih centimetrov barve. Očitno je bila slika prodana Pamphilju v začetku 17. stoletja. Langobardska in beneška dediščina Caravaggia se kažeta pri obdelavi krajine in v svetlečih tonalitetah. Kot večina upodobitev Bega v Egipt je tudi to trenutek miren, v katerem je treba uživati v krajini, bolj v vrtu kot v pokrajini. Svetla postava mladostnega angela, hkrati mirna in čutna, je središče skupine. Skupina mati in otrok, ena izmed mnogih, ki jih je slikal Caravaggio, je po svoji občutljivosti in realizmu primerljiva z najboljšimi, ki jih lahko ponudijo tisoči v kanonu.

## Modeli
Ena izmed velikih zabav učenjakov Caravaggia je prepoznavanje njegovih modelov. Dosežen je bil velik napredek, vendar je treba naslednje šteti le za okvirno, saj je Caravaggio pustil le nekaj namigov. Zdi se, da je Marija isto dekle, ki se kot Marija Magdalena pojavi v Spokornici Magdaleni okoli leta 1597, prav tako v galeriji Doria-Pamphilj. Starejši Jožef se zdi podoben ostarelim svetnikom v Navdihu svetega Mateja iz leta 1602 in, manj jasno, Svetemu Jeromeju v meditaciji iz leta 1605. Nekateri kritiki so fanta-angela identificirali z iznajdljivo žrtev goljufov na levi strani Kvartopircev, medtem ko so drugi opazili podobnost s profilom dečka, ki namesto njega vara.